# Chalais (Indre)
 Chalais es una comuna francesa situada en el departamento de Indre, en la región de Centre-Val de Loire.

## Demografía
| 352 | 325 | 257 | 198 | 186 | 165 | 144 |
| Para los censos de 1962 a 1999 la población legal corresponde a la población sin duplicidades (Fuente: INSEE [Consultar]) |     |     |     |     |     |     |